# Martyn Rooney

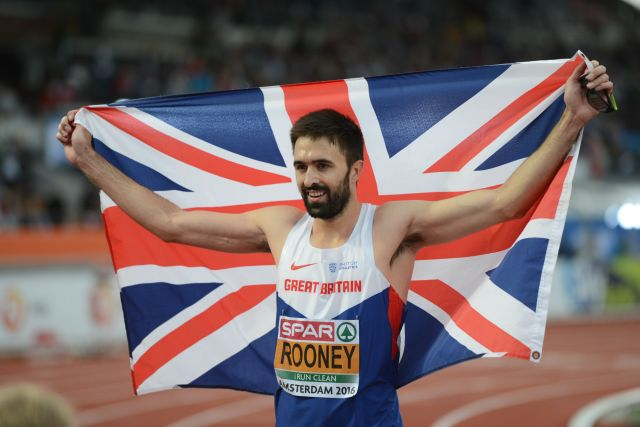
Martin Rooney 2016

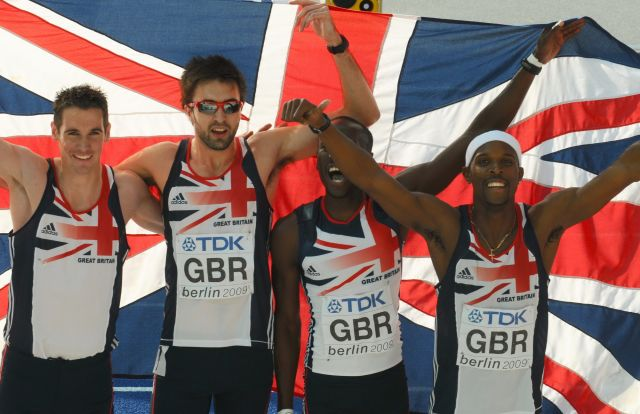
Rooney (2. v. l.) bei den Weltmeisterschaften 2009

Martyn Rooney (* 3. April 1987 in London) ist ein britischer Sprinter, der sich auf den 400-Meter-Lauf spezialisiert hat.

## Sportliche Laufbahn
Bei den Junioreneuropameisterschaften 2005 gewann er Gold mit der Staffel und Silber im Einzel. Bei den Weltmeisterschaften dieses Jahres wurde er nur in der Staffel eingesetzt, mit der er den vierten Platz belegte. Für England startend wurde er Fünfter bei den Commonwealth Games 2006 in Melbourne. Er brach mit seiner Zeit von 45,51 s den 20 Jahre alten britischen Juniorenrekord von Roger Black. Im selben Jahr gewann er bei den Juniorenweltmeisterschaften die Bronzemedaille sowohl im Einzelwettkampf als auch mit der 4-mal-400-Meter-Staffel.
Bei den Weltmeisterschaften 2007 in Osaka schied er im Vorlauf aus und belegte mit der Staffel Rang sechs. Bei den Olympischen Spielen in Peking lief er im Halbfinale mit 44,60 s die schnellste Zeit in allen Qualifikationsläufen; im Finale wurde er dann mit 45,12 s Sechster. Mit der 4-mal-400-Meter-Staffel belegte er den vierten Platz.
Bei den Weltmeisterschaften 2009 in Berlin schied er über 400 Meter im Halbfinale aus und gewann Silber mit der Staffel. Ein Jahr später bei den Europameisterschaften in Barcelona gewann er Bronze über 400 Meter und erneut Silber mit der Staffel. Bei den Weltmeisterschaften 2011 erreichte Rooney im Einzellauf nicht das Finale, mit der Staffel wurde er Siebter.
2012 erreichte Rooney bei den Olympischen Spielen im heimischen London im 400-Meter-Lauf den sechsten und mit der britischen Staffel den vierten Platz. Bei den Europameisterschaften 2014 in Zürich gewann er im 400-Meter-Lauf die Goldmedaille. 2015 gewann er bei den Weltmeisterschaften in Peking mit der 4-mal-400-Meter-Staffel seines Landes die Bronzemedaille. Bei den Europameisterschaften 2016 in Amsterdam verteidigte er seinen Titel.
Martyn Rooney ist 1,98 m groß und wiegt 78 kg. Er lebt in Loughborough, wo er Sportwissenschaft und Management studiert. Rooney startet für die Croydon Harriers.